# Danyun
Danyun (kinesiska: 丹云) är en socken i sydöstra Kina. Den ligger i Yongtai härad i provinshuvudstaden Fuzhou i provinsen Fujian, omkring 30 kilometer väster om centrala Fuzhou. Antalet invånare är 1 980. Befolkningen består av 944 kvinnor och 1 036 män. Barn under 15 år utgör 13,0 %, vuxna 15-64 år 70 %, och äldre över 65 år 15,0 %.